# Degustación

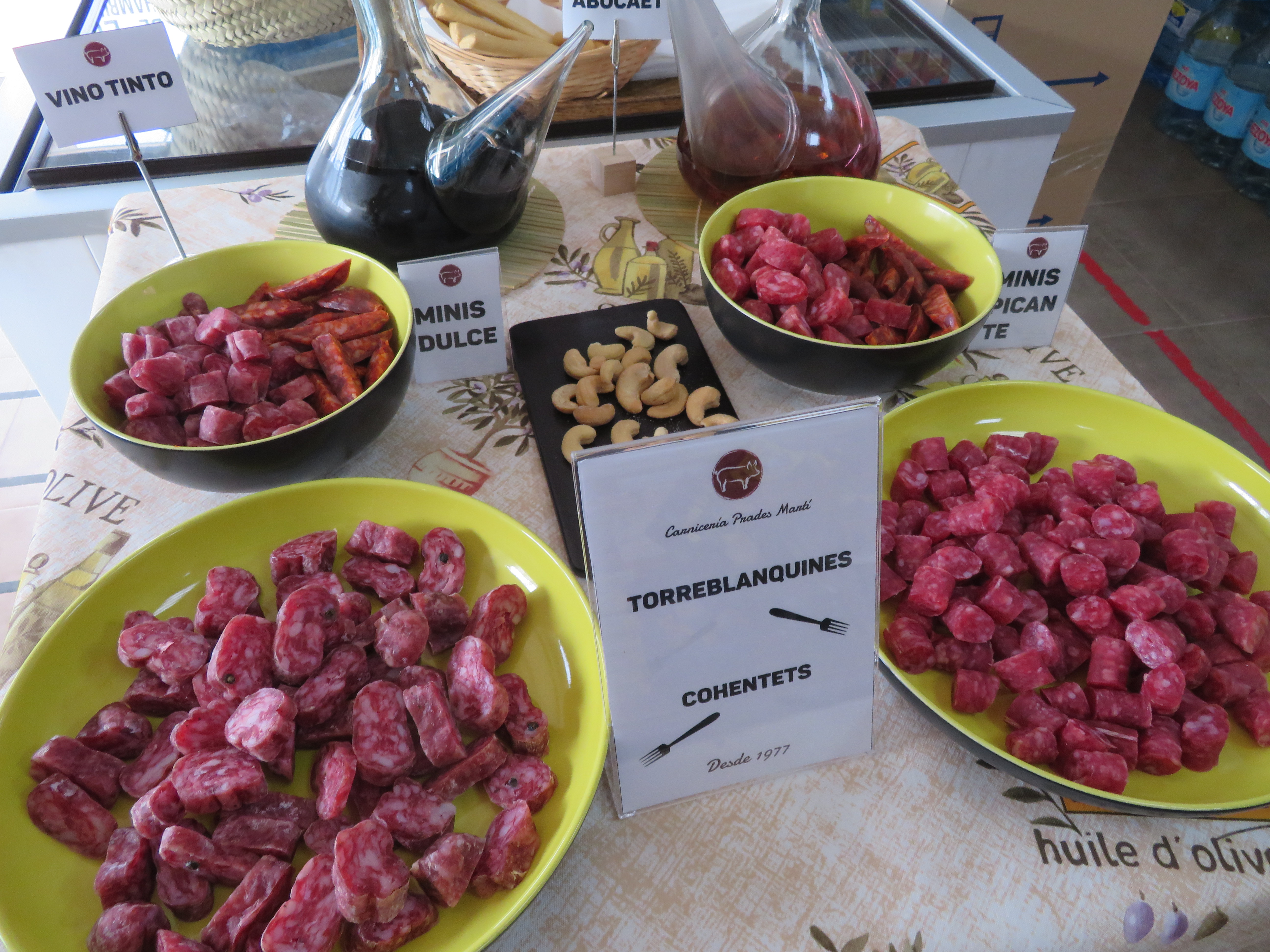
Degustación para los clientes de un comercio de alimentación de España

En términos generales, degustación o cata significa apreciar el sabor de una bebida o alimento. Usualmente la cata tiene por objetivo degustar el sabor para calificarlo o describirlo. Reconocidas son las catas de vinos, de café, de cervezas, de bebidas alcohólicas o de aceites. También existen otras degustaciones o selecciones que evalúan la calidad de los alimentos con el fin de otorgarlos un diploma de calidad  que indica a los consumidores cuales son los mejores productos seleccionados durante las degustaciones. El Instituto más antiguo conocido por sus selecciones de la calidad es el Instituto Internacional de la Calidad Monde Selection (fundado en 1961) que organiza cada año sus degustaciones o catas de alimentos en varias categorías y su Concurso Internacional de Vinos.

## En merchandising
En merchandising, las degustaciones de producto son pruebas de uno o varios productos que se ofrecen a los clientes que visitan un supermercado o hipermercado. El objeto de las degustaciones es potenciar la venta de un producto nuevo o existente permitiendo a los clientes que lo prueben antes de comprarlo. Por lo general, una azafata se encarga de ofrecer tacos o porciones del alimento que se muestran junto a envases originales. En caso de bebidas, se ofrece una pequeña cantidad en vaso desechable. La degustación se suele combinar con una promoción o descuento del producto para hacer más atractiva su compra. La propia azafata suele informar sobre las características del producto y las condiciones de la promoción.